# Регистрация жителей по месту постоянного или временного проживания
Регистрация жителей по месту постоянного или временного проживания (англ. resident registration) — регистрация в реестре, который является государственной базой данных с информацией о текущем месте жительства (резидентстве) граждан или иностранцев, служащей целям административного учёта населения страны. В странах, где регистрация по месту проживания является обязательной, о текущем месте проживания необходимо сообщать в регистрационный офис или полицию в течение нескольких дней после появления нового места проживания. В некоторых странах информация о проживании может быть получена косвенным образом из списков избирателей или реестров водительских удостоверений. Постоянное место проживания (домицилий) является общим критерием налогообложения.
Ведение регулярно обновляемого реестра (регистра) населения может быть как централизованным, так и децентрализованным, осуществляемым местными властями. Регистрация по месту постоянного или временного проживания в таком реестре населения существует во многих странах мира, при этом она может быть как обязательной, так и необязательной.
Впервые регистр населения был введён в Швеции в 1749 году. Общенациональные регистры на начало XXI века есть в Бельгии, Великобритании, Дании, Латвии, Люксембурге, Швеции, Нидерландах, Португалии, Испании, Франции, Финляндии. Во многих других странах регистрация производится на региональном уровне; в Великобритании и Франции регистр не включает точное место жительства.

## По странам

### Россия
Регистрационный учёт в Российской Федерации состоит из регистрации по месту жительства и регистрации по месту пребывания.
Регистрация по месту пребывания (временная регистрация) — постановка на регистрационный учёт граждан и иностранцев (лиц без гражданства) по месту временного пребывания, на территории административно-территориальных единиц — городов, районов и других населённых пунктов. Является обязательным требованием, регулируемым в России Федеральным законом «О праве граждан Российской Федерации на свободу передвижения, выбор места пребывания и жительства в пределах Российской Федерации». и Постановлением Правительства РФ «Об утверждении правил регистрации и снятии граждан Российской Федерации с регистрационного учёта по месту пребывания и по месту жительства в пределах Российской Федерации».
Граждане Российской Федерации освобождаются от административной ответственности за отсутствие временной регистрации (статья 19.15.1 КоАП РФ), в случаях:
- проживания без регистрации по месту пребывания в жилом помещении, находящемся в городе федерального значения Москве или в одном из населенных пунктов Московской области, если они зарегистрированы по месту жительства в жилом помещении, находящемся в городе федерального значения Москве или в одном из населенных пунктов Московской области;
- проживания без регистрации по месту пребывания в жилом помещении, находящемся в городе федерального значения Санкт-Петербурге или в одном из населенных пунктов Ленинградской области, если они зарегистрированы по месту жительства в жилом помещении, находящемся в городе федерального значения Санкт-Петербурге или в одном из населенных пунктов Ленинградской области.

Постановка и снятие граждан Российской Федерации с регистрационного учета по месту жительства и месту пребывания находятся в ведении территориальных органов Министерства внутренних дел Российской Федерации (МВД России), заменив ранее действующую Федеральную миграционную службу России, деятельность которых регулируется Постановлением Правительства РФ от 17 июля 1995 г. № 713 «Об утверждении Правил регистрации и снятия граждан Российской Федерации с регистрационного учета по месту пребывания и по месту жительства в пределах Российской Федерации».
С 1 июня 2010 года граждане имеют возможность пройти постановку на регистрационный учёт по месту пребывания с помощью МФЦ (многофункционального центра предоставления государственных и муниципальных услуг).

### Беларусь
Основная статья: Регистрационный учёт в Республике Беларусь
Регистрационный учёт в Республике Беларусь состоит из регистрации по месту жительства и регистрации по месту пребывания.
Регистрация по месту пребывания (временная регистрация) — постановка на регистрационный учёт граждан Республики Беларусь, иностранных граждан и лиц без гражданства по адресу их временного проживания в пределах административно-территориальных единиц — городов, районов и сельских населённых пунктов.
- Для граждан РБ временная регистрация носит добровольный характер; оформить её рекомендуется при проживании вне места постоянной регистрации свыше пяти суток.[7] Обязательной она является лишь для отдельных групп (военнослужащие, студенты очной формы вне места «прописки»).
- Иностранные граждане и лица без гражданства должны зарегистрироваться в течение 10 суток после въезда (исключения: граждане РФ — 90 дней, Украины, Казахстана, Латвии, Литвы, Эстонии и ОАЭ — 30 дней).[7]

Органы учёта. Постановка и снятие с учёта осуществляются подразделениями по гражданству и миграции МВД Республики Беларусь либо (для иностранцев, въехавших через пограничный пункт) через бесплатную электронную услугу на портале госуслуг. При личном обращении взимается госпошлина 0,5 базовой величины.
Ответственность. За нарушение сроков регистрации предусмотрены штрафы: для граждан РБ — от 2 до 10 базовых величин, для иностранных граждан — до 50 базовых величин; при грубых нарушениях возможны депортация и запрет на повторный въезд.
Отсутствие регистрации ограничивает доступ к медицинскому обслуживанию, дошкольному образованию и ряду других социальных услуг.